# Coenomyia bituberculata
Coenomyia bituberculata är en tvåvingeart som beskrevs av Günther Enderlein 1921. Coenomyia bituberculata ingår i släktet Coenomyia och familjen vedflugor. Inga underarter finns listade i Catalogue of Life.